# Concertul pentru pian (Schumann)
Concertul pentru pian în La minor, Op. 54, este un celebru concert romantic al compozitorului Robert Schumann, finalizat în 1845.
Schumann a început să compună câteva concerte pentru pian înaintea acestuia: în 1828 a început unul în Mi bemol major, între 1829-1831 a lucrat la unul în Fa major iar în 1839 a compus o parte pentru un concert în Re minor. Niciuna din aceste lucrări nu a fost finalizată.
În 1841 Schumann a compus o fantezie pentru pian și orchestră. Soția sa, pianista Clara Schumann, l-a îndemnat să dezvolte această lucrare într-un concert pentru pian. În 1845 a adăugat intermezzo-ul și finalul pentru a finaliza lucrarea. Avea să devină singurul concert pentru pian finalizat de Schumann.
Lucrarea a avut premiera în Leipzig pe 1 ianuarie 1846 cu Clara în calitate de pianist. Ferdinand Hiller, căruia îi este dedicat concertul, a dirijat premiera.
Este posibil ca acest concert să îl fi inspirat pe Edvard Grieg să compună propriul concert pentru pian, de asemenea în La minor. Concertul lui Grieg, ca și al lui Schumann, începe cu un singur acord puternic al orchestrei în introducere înainte de intrarea pianului cu aceeași coborâre înfloritoare.
După acest concert Schumann a mai compus încă două lucrări pentru pian și orchestră: Introducere și Appassionato în Sol minor (Op. 92) și Introducere și Allegro Concertante în Re minor (Op. 134).

## Instrumentație
Concertul este compus pentru două flauturi, două oboaie, două clarinete, doi fagoți, doi corni, două trompete, timpane, coarde și pian.

## Structură
Concertul este structurat în trei părți:
1. Allegro affetuoso (La minor)
2. Intermezzo: Andantino grazioso (Fa major)
3. Allegro vivace  (La major)

Nu există pauză între ultimele două părți (attacca subito)
Schumann a preferat ca în concert lucrarea să existe sub forma a două părți:
1. Allegro affetuoso
2. Andantino și Rondo

Cea mai folosită formă este cea de trei părți

### Allegro affettuoso
Lucrarea este începută energic de coarde și timpane urmată de un atac în forță și descendent al pianului. Prima temă este introdusă de oboi împreună cu celelalte instrumente de suflat. Tema este apoi preluată de către solist. Schumann oferă o largă varietate a acestei teme. La început o oferă în gama La major a părții după care o auzim din nou, de data aceasta în gamă majoră; de asemenea putem auzi fragmente ale temei într-un La bemol foarte lent. Clarinetul este adesea folosit alături de pian în această primă parte. Spre sfărșitul părții pianul intră într-o lungă cadență înainte ca orchestra să i se alăture cu încă o melodie și să se îndrepte spre un final incitant.

### Intermezzo
Partea a doua este în tonalitatea Fa major. Pianul și coardele deschid partea cu o melodie scurtă și delicată ce este auzită în întreaga parte înainte ca violonceii iar mai târziu celelalte coarde să preia tema principală, pianul fiind folosit în special ca acompaniament. Partea se încheie cu mici indicii ale temei din prima parte înainte să intre direct în partea a treia.

### Allegro vivace
Ultima parte este începută de coarde înainte ca pianul să preia tema principală în La major. Schumann oferă multă culoare și varietate în această parte. Melodia este regală iar coardele sunt nobile. Deși este în măsura de 3/4 Schumann o manipulează în așa fel încât măsura este adesea ambiguă. Piesa se încheie cu interpretări ale materialului precedent înainte să intre într-un final incitant, un final cu un lung tremolo de timpan și un acord imens din partea orchestrei.